# Dom van Xanten
De Sint-Viktordom is de katholieke dom van de aan de Nederrijn gelegen Duitse stad Xanten. De voormalige stiftskerk verkreeg in 1937 van paus Pius XI de status Basilica minor.
De dom heeft zijn naam te danken aan Victor van Xanten, een christelijk martelaar en lid van het Thebaanse Legioen die na een weigering om Romeinse afgoden te dienen, samen met 360 andere leden van het legioen in het amfitheater van het enkele kilometers ten zuidoosten van Xanten gelegen Birten, werd gemarteld en gedood. Volgens een legende zou keizerin Helena van Constantinopel een kapel hebben laten oprichten voor de beenderen van Sint-Viktor en de legionairs. In 1933 ontdekte men echter tijdens onderzoek onder het koor een dubbelgraf uit de 4e eeuw, waarin men de beenderen vond van twee door geweld omgekomen mannen.
De eerste steen van de dom werd in het jaar 1263 gelegd. De bouw duurde 281 jaar en werd met de wijding van de Heilige-Geest-kapel in het jaar 1544 afgesloten. Oorspronkelijk werd voorzien in een drieschepig ontwerp met dwarsschip voorzien, maar het godshuis werd een vijfschepige kerk in gotische stijl. In tegenstelling tot wat gebruikelijk was bij de bouw van kerken in die periode, bezit de Sint-Viktor geen kooromgang. In plaats daarvan werden aan beide zijden van het koor twee kapellen aangesloten, zoals dat ook het geval is bij de Onze-Lieve-Vrouwekerk in Trier.
De bibliotheek van de Sint-Viktor is een van de belangrijkste kerkelijke bibliotheken van de regio.
Aan de noordkant van de kerk sluiten zich de stiftsgebouwen aan. De kruisgang (1543-1546) en de kapittelzaal zijn bezienswaardig. Met een bisschopsmis werd in 2010 het nieuwe stiftsmuseum geopend waar de uit circa 400 objecten bestaande domschat van de Sint-Viktor wordt tentoongesteld.

## Geschiedenis

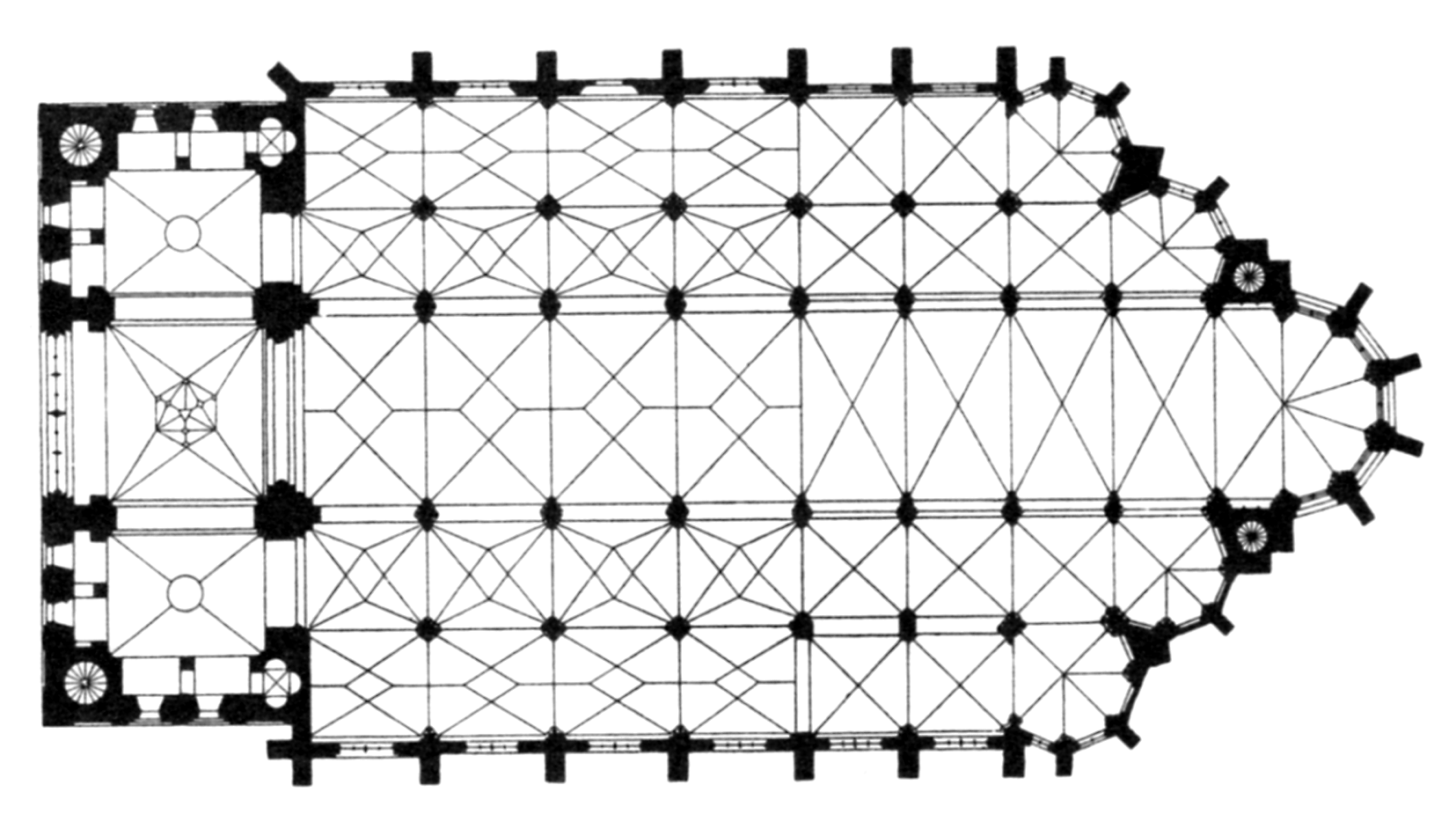
Plattegrond van de kerk

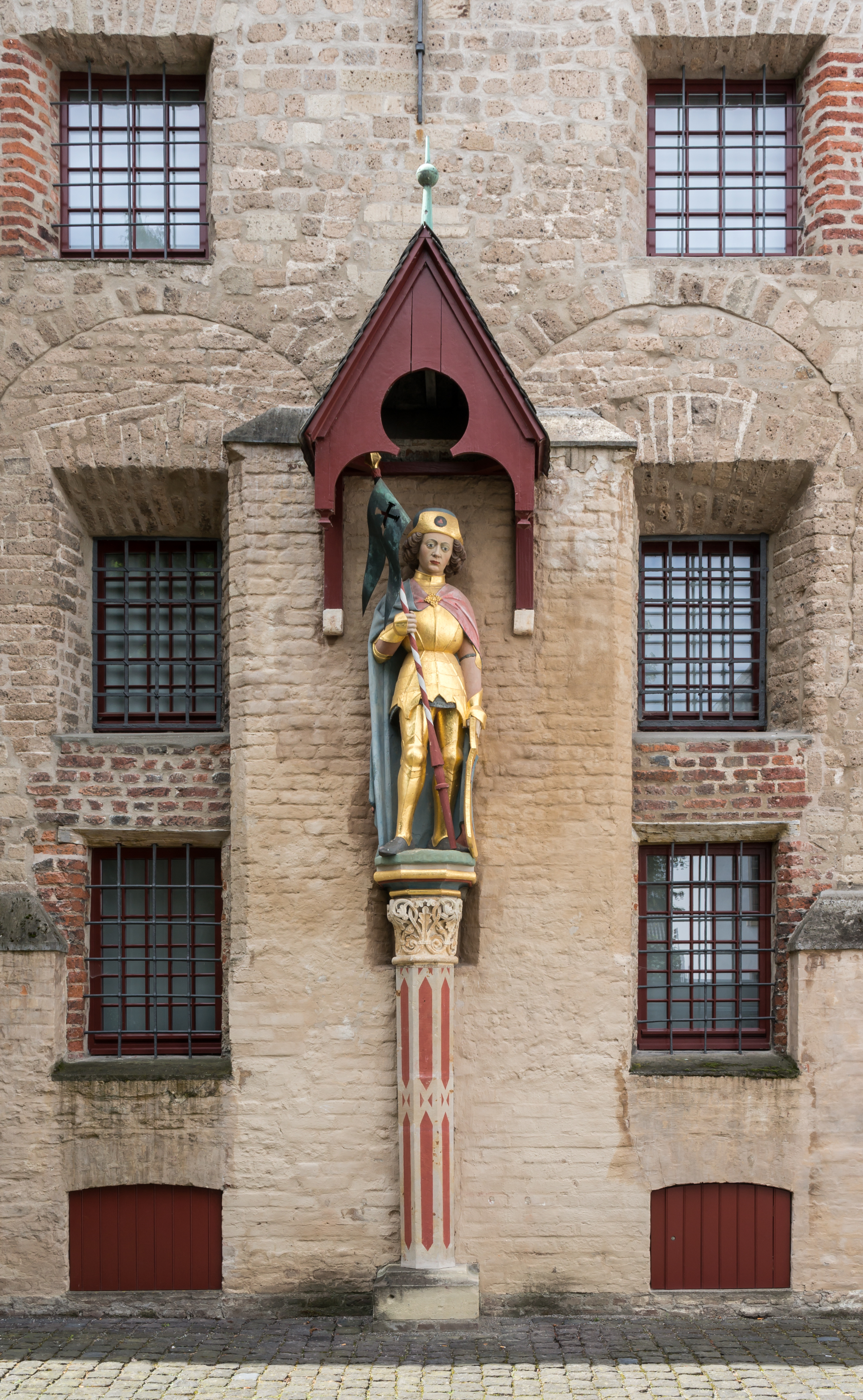
Beeld van de patroonheilige

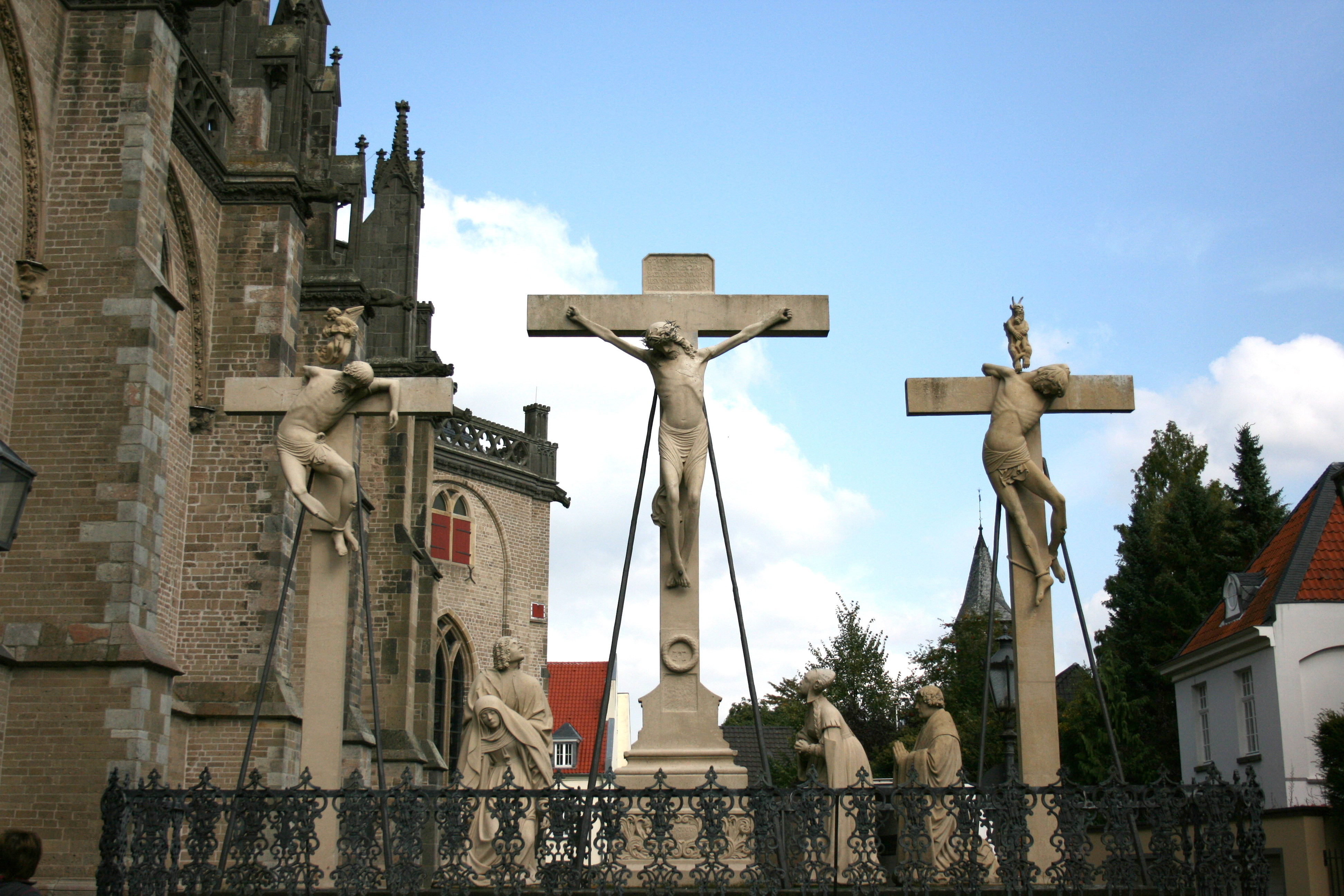
Kruisigingsgroep

### Ontstaansgeschiedenis van het koorherenstift
Met zekerheid kan worden gesteld dat reeds in de 6e eeuw door bisschop Evergislus een stenen gebedsruimte werd opgericht. De eerste kerk uit de Karolingische tijd met een rechthoekig koor laat zich dateren op het jaar 752. In deze periode ontstond om de kerk een kanunnikenstift dat men ad Sanctos (bij de heiligen) noemde. Men veronderstelde destijds immers dat het stift zich bevond over de graven van het Thebaanse Legioen. Na de oprichting van het stift werd in het aangrenzende gebied een stad aangelegd, waarvan de naam zich ten slotte van "ad Sanctos" tot Xanten ontwikkelde. Het stift was een afgesloten gebied in de stad en kon vanuit Xanten slechts via twee poorten worden bereikt, waarvan tegenwoordig slechts de zuidelijke poort nog bestaat. Totdat met de bouw van de dom werd begonnen bestonden er tussen de Karolingische kerk en de huidige dom nog andere kerken. De Karolingische kerk werd in het begin van de 9e eeuw herbouwd. Enkele decennia later volgde de nieuwbouw van een drieschepige kerk, die echter in het jaar 863 door Noormannen verwoest werd. Daarop begon men rond 967 met de bouw van een romaanse dom die in 1213 met een westelijk koor werd verlengd.

### Sint-Viktordom
In 1263 werd de eerste steen gelegd voor de bouw van de Sint-Viktor door aartsbisschop Konrad von Hochstaden en zijn broer Friedrich, die rond die tijd proost van het Xantener aartsdiakonaat geworden was. Tot 1437 werd het oostelijke deel tot het doksaal opgericht. In de periode tussen 1483-1519 bouwde men het westelijke deel tot het westelijke koor van de romaanse dom. Met de wijding van de Heilige-Geest-kapel in 1544 waren de bouwwerkzaamheden tot een einde gekomen. Voortaan was de dom het centrum van een aartsdiakonaat, dat het hele gebied van de Nederrijn omvatte en zich ten opzichte van het aartsbisdom Keulen een zekere zelfstandigheid kon permitteren. Het stift beheerde bijvoorbeeld het vermogen zelf en de verkiezing van een Xantener proost gebeurde vrijwel zonder invloed van het bisdom. Ook genoot het stift onafhankelijkheid ten opzichte van het wereldse Xanten. Eeuwenlang behield het stift immuniteit en lag de rechtspraak er in handen van de proost. In 1802 werd het stift onder de Franse bezetting door Napoleon Bonaparte geseculariseerd. Op het domplein werd een obelisk ter ere van Cornelis de Pauw opgericht. Van 1857-1868 werden omvangrijke renovaties uitgevoerd, o.a. met behulp van een sinds 1849 opgerichte domvereniging.

### Verwoesting in de Tweede Wereldoorlog en herbouw
Tegen het einde van de Tweede Wereldoorlog werd de dom tijdens geallieerde luchtaanvallen getroffen door bommen en zeer zwaar beschadigd. De inrichting van de dom, waaronder de ramen, was gelukkig tijdig uit de dom verwijderd. In enkele minuten werd het gebouw, dat eeuwenlang de tand des tijds had doorstaan, veranderd in een ruïne. De verwoestingen waren zo ernstig, dat besloten werd de kathedraal te slopen. De domvereniging wist echter in samenwerking met prof. Walter Bader, de "redder van de dom van Xanten", de afbraak te verhinderen en stelde een herbouwplan op. In de zomer van 1948 werd in het westelijke deel van het schip een noodkerk ingericht waar de eerste heilige missen konden worden gevierd. De herbouw van de dom duurde 19 jaar en werd in 1966 voltooid. Tot in detail werd de herbouw zoveel als mogelijk in de oorspronkelijke staat uitgevoerd.

### Oprichting van de gedenkplaats voor hedendaagse martelaren
In 1966 werd de crypte onder de dom vergroot ten behoeve van de bijzetting van slachtoffers van het nationaalsocialisme. In de crypte bevinden zich urnen met as uit de concentratiekampen Auschwitz, Bergen-Belsen en Dachau. Ook bevinden zich hier de graven van de rooms-katholieke martelaren Heinz Bello (een 24-jarige soldaat die wegens antinazistische opmerkingen op 29 juni 1944 werd terechtgesteld), Karl Leisner (een wegens zijn kritiek op de nazi's door de Gestapo gearresteerde en na de bevrijding van Dachau aan uitputting en ziekte bezweken priester) en Gerhard Storm (een in Dachau gestorven priester). Herinneringsvoorwerpen, gedenkplaten en urnen met as gedenken Wilhelm Frede (een in Sachsenhausen omgekomen Duitse diplomaat in dienst van het Nederlandse consulaat), Nicolaas Gross (een geëxecuteerde rooms-katholieke verzetsman) en Johannes Maria Verweyen (een in Bergen-Belsen gestorven Duitse filosoof/theosoof). Op 28 januari 2006 werd een relikwie van bisschop Clemens August von Galen, bekend als de Leeuw van Münster wegens zijn felle preken tegen het nationaalsocialisme, naar de crypte overgebracht.

## Inrichting
De inrichting van de kerk is voor een groot deel oorspronkelijk en werd na de Tweede Wereldoorlog deels gerestaureerd. De dom heeft meer dan 20 altaren. Bezienswaardig zijn met name:
- Het hoogaltaar met de met edelstenen bezette schrijn van de heilige Viktor.
- Het doksaal in het koor van 1396 tot 1400 ter afscheiding van het hoogaltaar van het gewone altaar (na de secularisatie behouden dankzij ingrijpen van Karl Friedrich Schinkel in 1815).
- Het gegoten koorhek met kandelaars van Aert van Tricht uit 1501.
- De 24 voornamelijk uit hout gesneden altaren, waaronder het grote Maria-altaar van Heinrich Douvermann (16e eeuw).
- De 28 deels uit 1300 daterende stenen beelden aan de pijlers van het middenschip van apostelen en kerkvaders.
- Het koorgestoelte uit 1240.
- De sinds 1547 opgebouwde en grotendeels behouden stiftsbibliotheek.

## Afbeeldingen

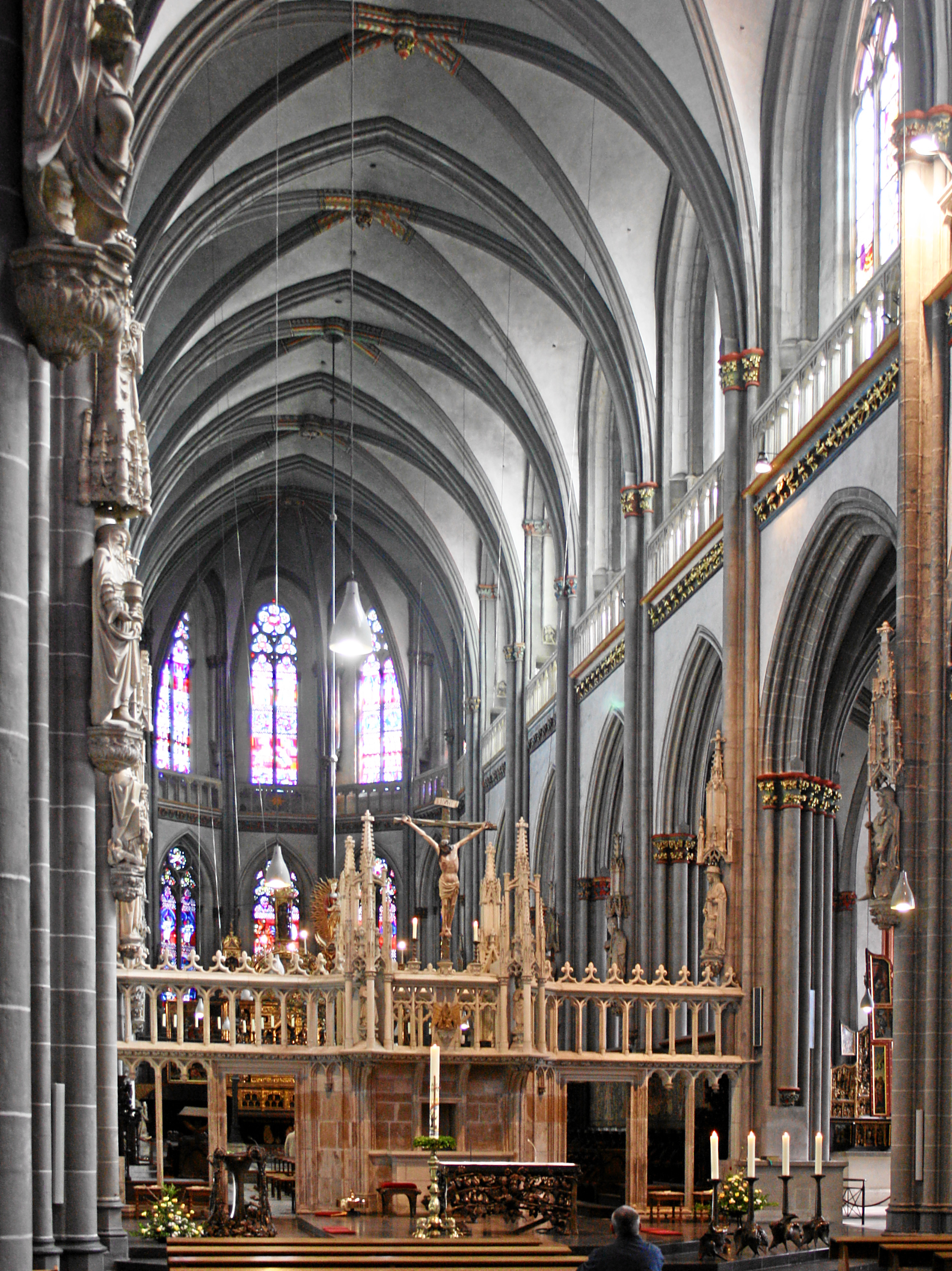
Interieur (doksaal)
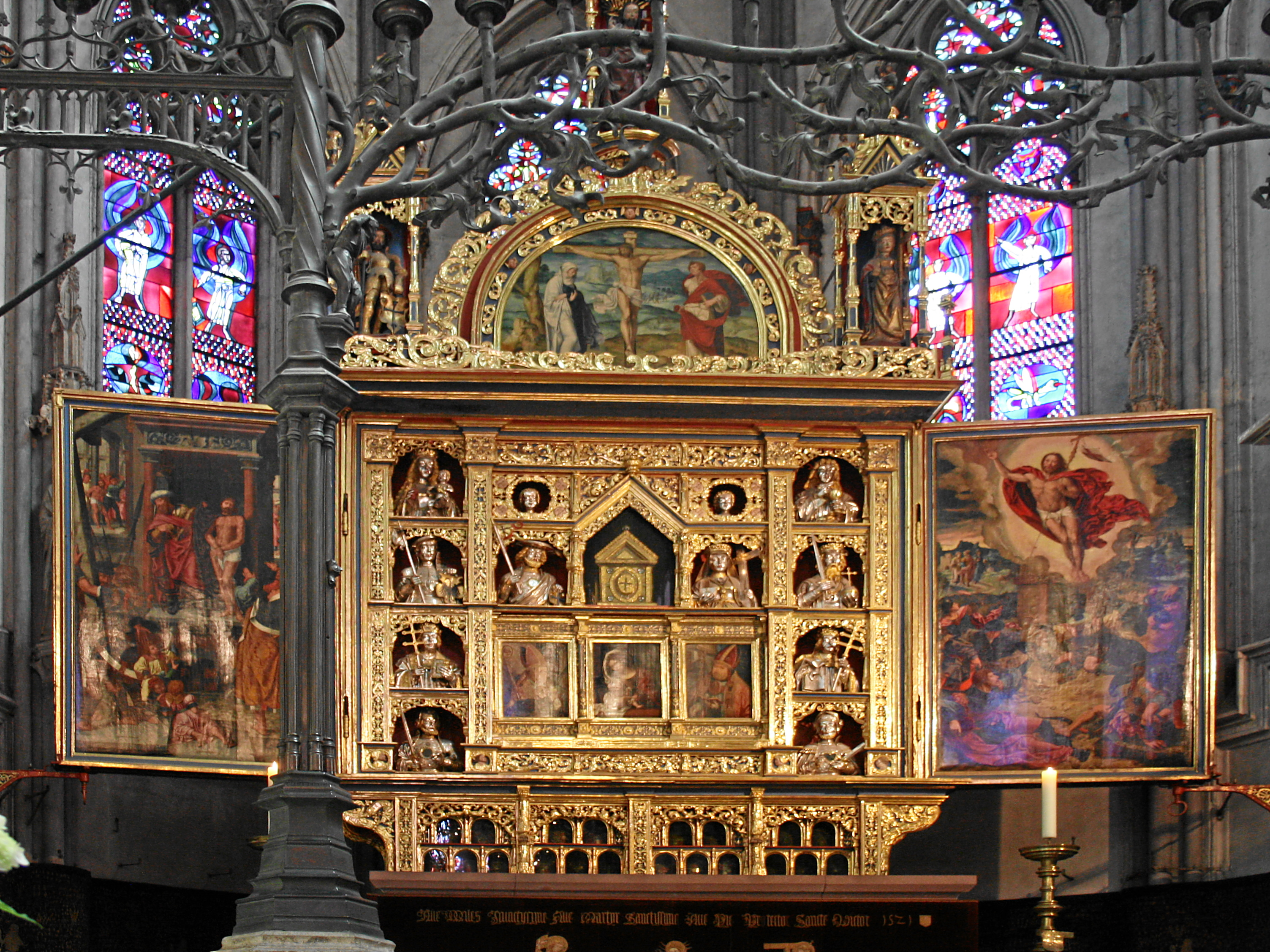
Hoogaltaar met schrijn Sint-Viktor
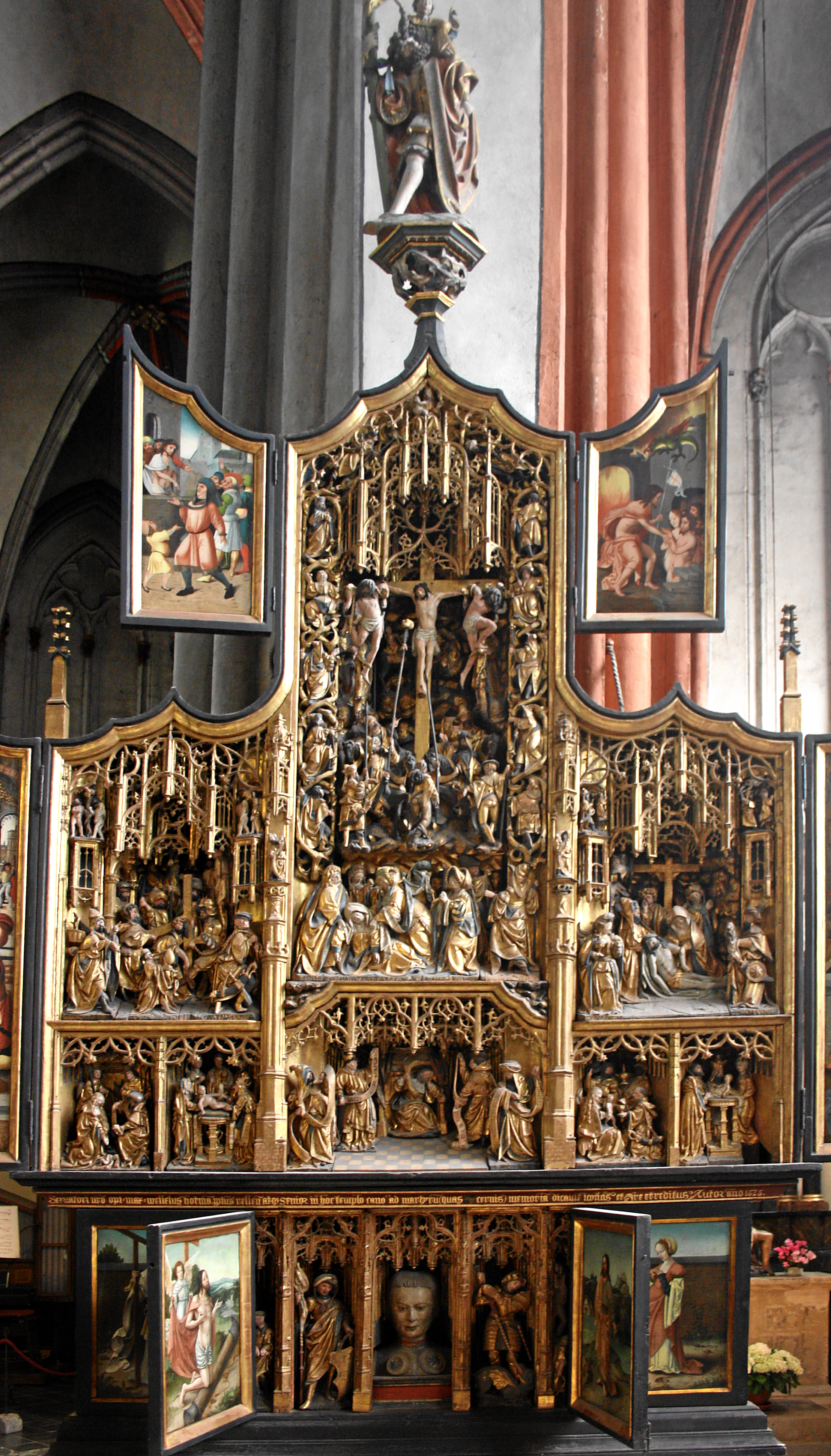
Martelarenaltaar
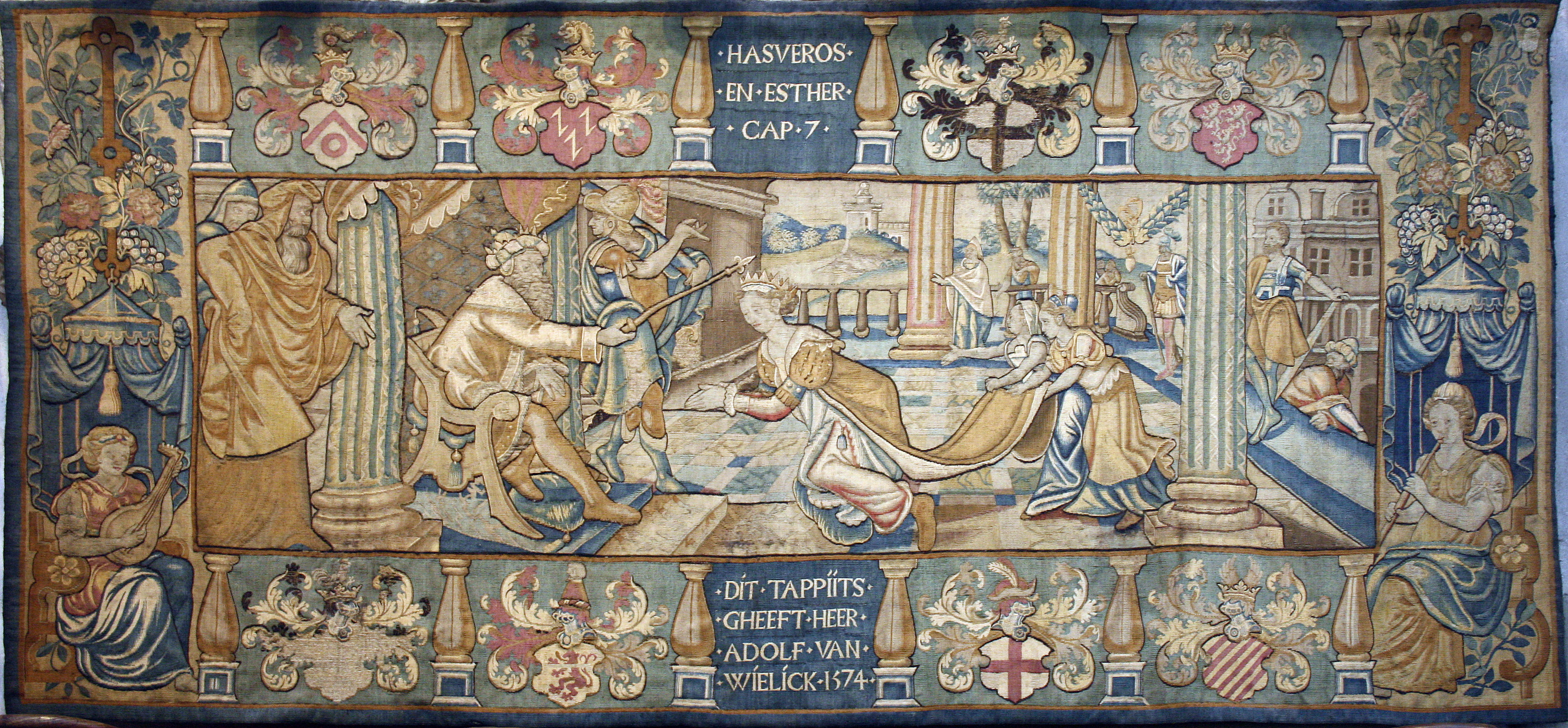
Wandtapijt boven het zuidelijke koorgestoelte
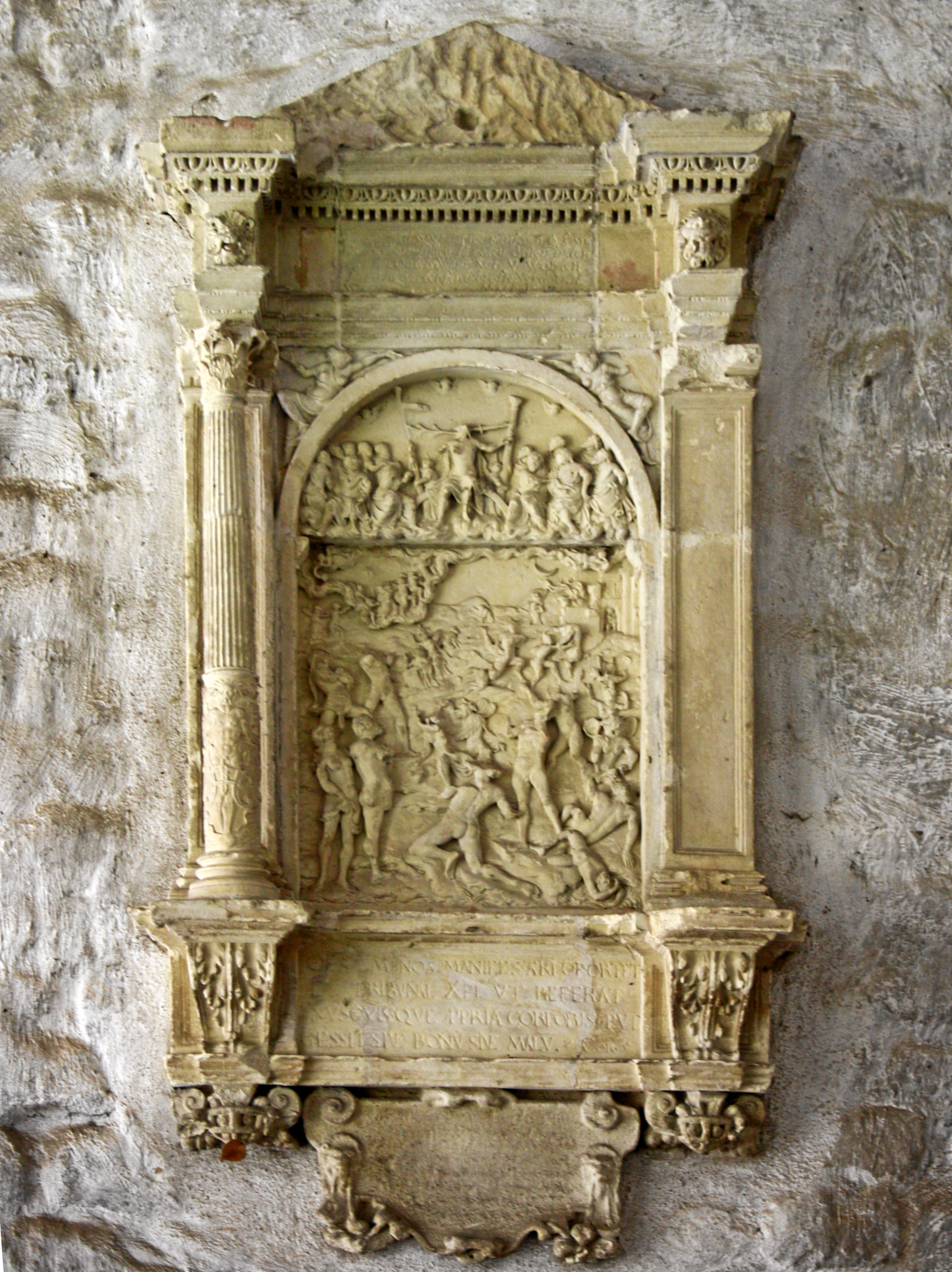
epitaaf